# Kasteel van Hesdin

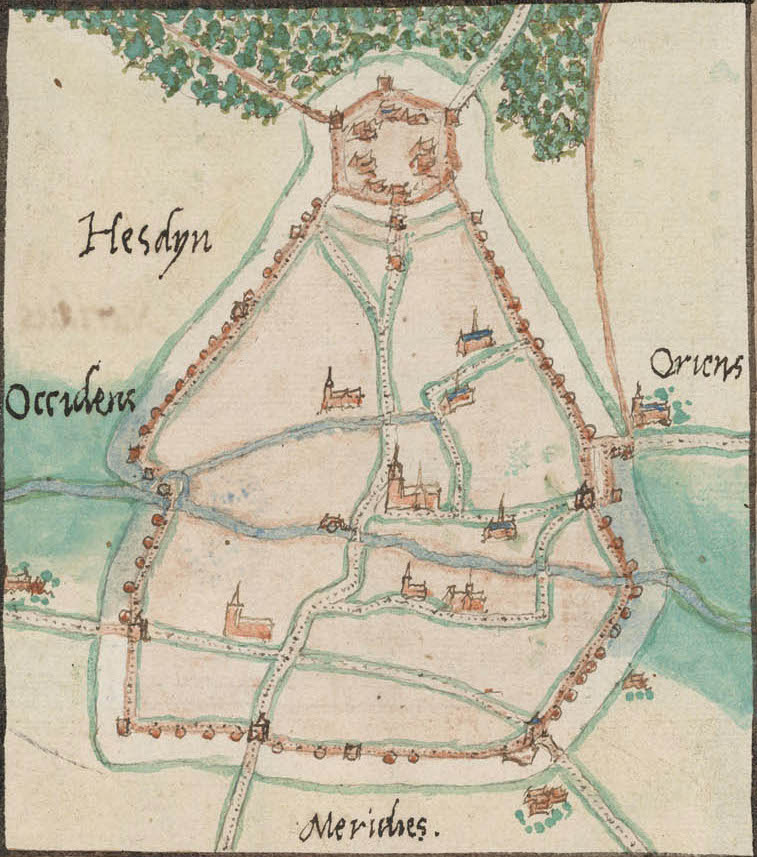
Het kasteel (bovenaan) en de stad op een kaart van Jacob van Deventer

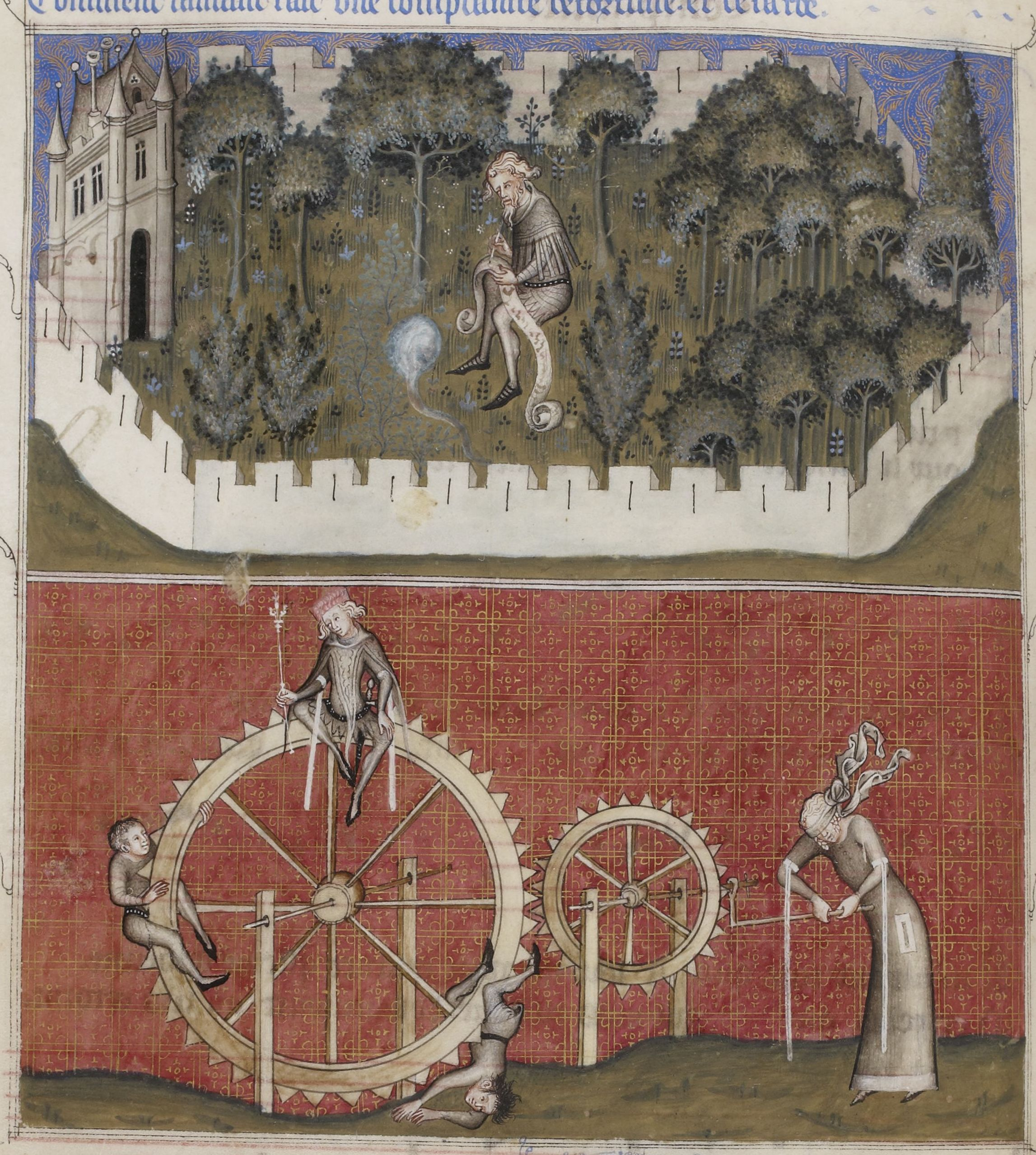
Het kasteel en het park van Hesdin op een minituur uit ca. 1350 (bij de Remède de Fortune van Guillaume de Machaut). Er zijn geen automaten te zien, maar de tandwielen die Dame Fortuna in beweging zet, zijn een duidelijke allusie.

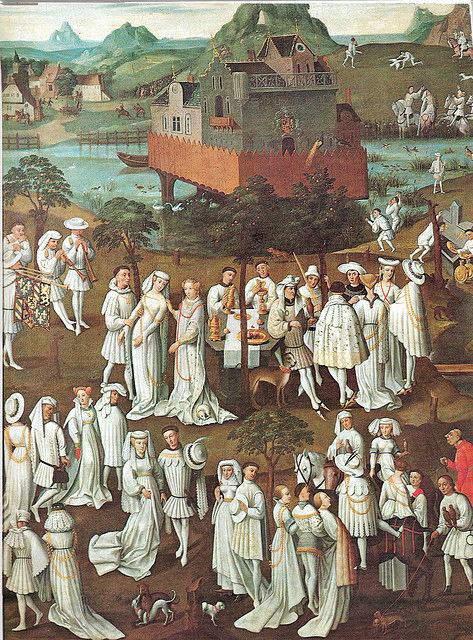
Mogelijk is het moerascomplex van Hesdin weergegeven op de Liefdestuin aan het hof van Filips de Goede

Het voormalige kasteel van Hesdin was een hoofdresidentie van de graven van Hesdin en Artesië, gelegen in het huidige Vieil-Hesdin in Noord-Frankrijk. Ook de koningen van Frankrijk, de graven van Vlaanderen en de hertogen van Bourgondië verbleven er. Het was een beroemde en geliefde plek, niet in het minst om de wonderlijke tuinen en automaten, tot ze in 1553 met de grond gelijk werd gemaakt door keizer Karel V.

## Beschrijving
Het oude Hesdin was een soort driehoek met de top naar het noorden. Op die top, gescheiden van de primitieve stad door de rivier de Canche, bevond zich het kasteel. Het was een vijfhoekig gebouw met op elke hoek een toren en binnenin een donjon. Het ommuurde kasteelpark strekte zich noordwaarts uit over 940 hectare tot voorbij de Ternoise.

## Geschiedenis
Oorspronkelijk was het kasteel het centrum van het graafschap Hesdin, dat vermoedelijk in het midden van de 11e eeuw is gesticht. Dit gebeurde op grondgebied van het graafschap Saint-Pol. Er wordt verondersteld dat de Vlaamse graaf Boudewijn V in Hesdin een vazal heeft geïnstalleerd tegen zijn rivaal uit Saint-Pol. De graaf van Hesdin was van oudsher pair van Vlaanderen, een erfelijke titel die verband hield met de grensverdediging. In de geschreven bronnen duikt het castrum op in 1094.
Na vernielingen door de Normandiërs liet graaf Boudewijn VI van Vlaanderen in 1067 grote herstelwerken uitvoeren in Hesdin. Walter II, de laatste graaf van Hesdin, kwam in opstand tegen Vlaanderen en zag zijn domein in 1119 geconfisqueerd door Karel de Goede. Na enkele generaties was het deel van de gebieden die Filips van de Elzas in 1180 bij het huwelijk van zijn nicht Isabella van Henegouwen als bruidsschat afstond aan de Franse koning Filips Augustus. In 1191 ging het over van Vlaanderen naar Frankrijk. Vanuit het Franse kroondomein werd het graafschap in 1226 aan prins Robert gegeven in apanage, om samen met andere gebieden het nieuwe graafschap Artesië te vormen. Robert lichtte dit graafschap van zijn koninklijke broer in 1237.
Robert II van Artesië nam deel aan de Achtste Kruistocht en zag onder meer het schitterende park van Palermo. Vanuit Napels keerde hij in 1288 kort terug om in Hesdin de Franse koning en koningin te ontvangen. Het romaanse kasteel werd opgeknapt en dan herbouwd tot een zomer- en jachtresidentie. Tegen 1292 keerde Robert definitief terug met in zijn hofhouding zeventien Italiaanse, Siciliaanse en Iberische personeelsleden. De voornaamste van hen was Rinaldo Crignetti di Barletta, in het Frans Renaud Coignet. Deze architect nam het bestuur van het graafschap waar, kocht grote stukken grond om het park uit te breiden en ontwierp er gebouwen. In zijn warande introduceerde Robert exotische dieren als damherten, konijnen en karpers. Ook gebruikte hij nieuwe technieken om het jaar rond reigers te hebben en een intensieve stoeterij. In 1299 verdween Crignetti naar Italië na beschuldigingen van afpersing en vervalsing. Het verhinderde niet dat de heraanleg voortging. In 1300 was er sprake van een Maistre des engiens du chastel.
Na Roberts dood in de Guldensporenslag zorgde zijn dochter Mahaut, de nieuwe gravin, dat het park gereed was tegen 1306. De beeldsnijder meester Guissin maakte de eerste mechanische sculpturen, waarvoor Franse ridderromans inspiratie boden. Er was een menagerie, volières, visvijvers, boomgaarden, toernooivelden, automata, een besloten tuin genaamd Paradis en een banketpaviljoen op palen. Op de brug naar het paviljoen zaten mechanische apen bekleed met dassenvacht. In het kasteel was een vleugel ingericht voor attracties, zoals een doolhof en een spiegelpaleis. De gloriette was een hoge, overvloedig verlichte kamer of galerij waar – naast beelden en schilderijen – ook een interieurfontein en automaten waren opgesteld. Echte en artificiële vogels zongen er tegen elkaar op. Odo IV van Bourgondië liet er in 1344 een vergulde boom plaatsen.
In november 1355 voerde de Engelse koning Eduard III vanuit Calais een chevauchée uit in Noord-Frankrijk, gesteund door Vlaamse troepen. Zijn leger kwam tot Hesdin, drong er het park binnen en verwoestte het moerascomplex li Marés, maar de stad en het kasteel bleven gespaard. De heropbouw werd onmiddellijk ter hand genomen. Tegen de jaren 1380 waren de automaten, die voortdurend onderhoud vergden, buiten gebruik.
De pracht en praal van de Bourgondiërs gaf Hesdin een nieuw elan. Vanaf 1391 liet Filips de Stoute het kasteel verbouwen. Rond 1410 werd Hue de Boulogne aangesteld als paintre et gouverneur de l'orloge, gayoles, verrières et engins d'esbatement van Hesdin, daarin rond 1450 opgevolgd door Pierre Coustain. Onder Filips de Goede werd het slot verder verfraaid. In de jaren 1430 zorgde zijn kamerheer Colart le Voleur voor het vervangen en uitbreiden van automaten, vaak opgevat als plagende valstrikken. Ook kwam er in 1459-1463 een wenteltrap. De hertog gebruikte het kasteel voor belangrijke evenementen, zoals de bisschopswijding van Jan van Bourgondië op 5 mei 1440 in de kasteelkapel. Met Brussel, Brugge, Rijsel en Gent behoorde het tot zijn vijf geliefkoosde verblijfplaatsen. In het kasteel maakte hij indruk op hoge gasten. Alleen al in 1463-1464 ontving hij er Christiaan I van Denemarken en een ambassade van keizer Frederik III, en organiseerde hij er de vredesonderhandelingen met koning Lodewijk XI van Frankrijk en koning Eduard IV van Engeland. Het was ook de plaats waar de driejarige Margaretha van Oostenrijk in 1483 werd overgedragen aan de Fransen met het oog op haar verloving in het kasteel van Amboise met de dauphin Karel.

## Verwoesting
In de 16e eeuw waren er voortdurend grensoorlogen tussen Frankrijk en de Habsburgse Nederlanden. Op 18 juli 1553 veroverden de troepen van keizer Karel V het kasteel. Het twee weken durende beleg was beslist door een batterij van zestien kanonnen. Daarop beval de keizer het beschadigde kasteel te slopen en een sterkere citadel te bouwen verderop. Hoewel vaak vergeleken met de verwoesting van Terwaan een maand eerder, was het geval Hesdin door heel andere motieven ingegeven. De verwoesting duurde slechts van 23 juli tot 7 augustus en was niet al te grondig. De stad werd aan zijn lot overgelaten en verviel tot een dorp. Karels zoon Filips II van Spanje liet decennia later op het noordelijke deel van het overwoekerde park het stadje Le Parcq stichten.
De ruïnes werden in 1858 opgegraven door de lokale architect Clovis Normand. In 2005 zijn de archeologische resten beschermd.

## In de kunst
De mechanische automaten van Hesdin zijn enkel nog bekend uit beschrijvingen in rekeningen en andere geschriften. Het dichtst bij afbeeldingen komen de miniaturen die de uit Hesdin afkomstige Loyset Liédet maakte voor Filips de Goede. Het is aannemelijk dat de automaten hem inspireerden bij het illustreren van het Épître d'Othéa van Christine de Pisan (KBR ms. 9392). Voorts is geopperd dat het schilderij Liefdestuin aan het hof van Filips de Goede, bewaard in twee kopieën, het moerascomplex van Hesdin zou weergeven.
Ook in de Franse literatuur bleef het kasteel niet onvermeld. Guillaume de Machaut laat de gevluchte ik-verteller van de Remède de Fortune (ca. 1341-1349) binnengaan in het "Parc de Hedin". Tussen de mechanische wonderen en de natuurpracht, die hij met geen woorden kan beschrijven, componeert hij de complainte Tel rit au main. Van omstreeks 1450 dateert een werk waarin Hesdin wordt ingeroepen om de superioriteit van de Fransen boven de Engelsen aan te tonen. Veel werd gemaakt van de klankovereenkomst Hesdin/Eden. François de Monceaux beweerde in Heden sive paradisus dat Hesdin op de plek van de oorspronkelijke Tuin van Eden lag.

## Voetnoten
1. ↑  E.R. Truitt, Medieval Robots. Mechanism, Magic, Nature, and Art, 2015, p. 128-129
2. ↑  Brigitte Meijns, Aken of Jeruzalem? Het ontstaan en de hervorming van de kanonikale instellingen in Vlaanderen tot circa 1155, vol. 1, 2000, p. 549-551
3. ↑  Sharon Farmer, "Aristocratic Power and the ‘Natural’ Landscape: The Garden Park at Hesdin, ca. 1291-1302", in: Speculum, 2013, nr. 3, p. 644-680
4. ↑  Pieter Martens, "La destruction de Thérouanne et d'Hesdin par Charles Quint en 1553", in: La forteresse à l'épreuve du temps. Destruction, dissolution, dénaturation, XIe‐XXe siècles, ed. Gilles Blieck e.a., 2007, p. 103-104
5. ↑  Marguerite Charageat, "Le parc d'Hesdin, création monumentale du XIIIe siècle. Ses origines arabes", in: Bulletin de la Société de l'Histoire de l'art français, 1951, p. 3-10